# Маргарита Баварская (1456—1501)
Маргарита Баварская (7 ноября 1456, Амберг, Верхний Пфальц — 25 января 1501[…], Гейдельберг) — курфюрстина Пфальца в браке с Филиппом Пфальцским.

## Жизнь
Маргарита была дочерью герцога Людвига IX Богатого (1417—1479) от его брака с Амалией Саксонской (1436—1501), дочери курфюрста Фридриха II Саксонского.
В 1474 году она вышла замуж за Филиппа (1448—1508), который впоследствии стал курфюрстом Пфальца. Великолепная свадебная церемония прошла в Амберге и стала известна как «Амбергская свадьба». Ранее Филипп отказался жениться на Марии Бургундской и Анне, наследнице графства Катценельнбоген. На свадьбе присутствовало более тысячи гостей, в том числе и четырнадцать правящих принцев. Стол ломился от яств; было випито 110 тысяч литров вина и съедено 10 тысяч цыплят.
Через два года после свадьбы Филипп стал курфюрстом Пфальца. В 1482 году Маргарита покинула Гейдельберг, спасаясь от чумы, и отправилась в замок Винцинген, где родила своего четвёртого сына Фридриха, который впоследствии стал курфюрстом Фридрихом II.
Благодаря своей жене, у Филиппа были хорошие отношения с её братом, герцогом Георгом Богатым; их дети женились в 1499 году. Династический брак стал началом политического и военного союза между Баварией-Ландсхутом и Пфальцем. Георг, у которого не было наследника мужского пола, завещал свои владения своему зятю и племяннику.

## Дети
21 февраля 1474 Маргарита вышла замуж за Филиппа Пфальцского. У них было четырнадцать детей:
- Людвиг V (1478—1544), курфюрст Пфальца с 1508 года. Муж с 23 февраля 1511 года Сибиллы (1489—1519), дочери Альбрехта IV герцога Мюнхен-Баварского.
- Филипп (1480—1541), епископ фрейзингский с 1498 года, епископ наумбургский[нем.] с 1517 года.
- Рупрехт (1481—1504), муж с 10 февраля 1499 года Елизаветы (1478—1504), дочери Георга, герцога Ландсхут-Баварского.
- Фридрих II (1482—1556), курфюрст пфальцский с 1544 года. Муж с 26 сентября 1535 года Доротеи (1520—1580) дочери Кристиана II, короля Дании
- Елизавета (1483—1522), жена 1) с 30 сентября 1498 года Вильгельма III (1471—1500), ландграфа Гессен-Марбургского; 2) с 3 января 1503 года Филиппа I (1479—1533), маркграфа баденского (в Спанхейме).
- Георг (1486—1529), епископ шпейерский с 1513 года.
- Генрих (1487—1552), епископ вормсский с 1523 года, епископ утрехтский в 1524—1528 годы, епископ фрейзингский с 1541 года.
- Иоганн III (1488—1538), епископ регенсбургский с 1507
- Амалия (1490—1524), жена с 22 мая 1513 года Георга I (1493—1531) князя западно-померанского
- Барбара (28 августа 1491 — 15 августа 1505)
- Елена (1493—1524), жена с 5 мая 1513 года Генриха (1479—1552), герцога мекленбург-шверинского
- Вольфганг (1494—1558), каноник в Вюрцбурге в 1509—1524 годы
- Отто-Генрих (6 мая 1496 — 21 мая 1496)
- Екатерина[нем.] (1499—1526), аббатиса в Нёйбурге